# Sybra lineata
Sybra lineata är en skalbaggsart som beskrevs av Francis Polkinghorne Pascoe 1865. Sybra lineata ingår i släktet Sybra och familjen långhorningar. Inga underarter finns listade i Catalogue of Life.